# Warrior (còmic)
Warrior és una antologia de còmics britànica que va durar 26 números, entre març de 1982 i gener de 1985. Va ser editada per Dez Skinn i publicada per la companyia Quality Communications. Comptà amb els primers treballs de l'escriptor de còmics Alan Moore, incloent-hi V de Vendetta i Marvelman.
Rivalitzant amb 2000 AD, Warrior guanyà 17 Premis Àguila durant la seva curta carrera. A causa de la distribució i el seu format, era un dels primers còmics del mercat britànic que es basà en la distribució, que fins aquell moment s’anaven venent a través de botigues especialitzades i costoses subscripcions per als seus compradors.

## Història
Skinn, ex director editorial de Marvel UK, llançà Warrior en un esforç per crear una barreja similar d'històries amb les que ell havia treballat abans per a Marvel a Hulk Weekly, però amb més llibertat creativa i una tenint en compte els drets d'autor. Ell va reclutar a molts dels escriptors i artistes amb els que havia treballat anteriorment a Marvel, incloent-hi Steve Moore, John Bolton, Steve Parkhouse i David Lloyd, afegint creadors establerts com a Brian Bolland i Dave Gibbons i joves talents com Alan Moore, Garry Leach, Alan Davis i Steve Dillon.
Com un gest de complicitat als fans dels còmics americans, Skinn va incloure Marvelman, un fosc superheroi britànic de la dècada de 1950 amb una cartera massiva de pàgines disponibles. Després d'haver vist l'avantatge de barrejar el material vell i el nou a Marvel UK, sabia que si podia restablir el caràcter per a una audiència dels 80, més tard podria respondre a la demanda d'una reedició de l'obra original.
El maquetador del Marvelman original, Mick Anglo, que va co-escriure moltes de les seves històries, no estava massa impressionat amb l'eventual reelaboració, però no obstant va veure el sentit en les reimpressions que més tard serien editades. Skinn va oferir els guions al seu equip regular, que havia treballat des de 1970 amb IPC/Fleetway. El primer d’ells era Parkhouse, que abans havia treballat per a Marvel, després Steve Moore, que havia treballat en els pre-Marvel UK en la línia de reimpressió Power Comics. Cap dels dos se sentia còmode amb la idea d'escriure superherois, i Moore va suggerir un amic, Alan Moore (sense relació) que havia dit en un fanzine que tenia l'ambició de reviure al personatge. A Alan Moore se li va oferir el primer guió per casualitat i va impressionar prou a Skinn com per donar-li la tasca. L’artista David Lloyd havia demanat crear una tira de misteri en la línia del seu èxit a Marvel UK Night Rave, i va suggerir a l’independent Moore, amb qui havia treballat a Doctor Who i Star Wars ambdues històries de Marvel UK, com a escriptor, la seva col·laboració es va convertir en V de Vendetta.
Una altra tira amb una connexió a Alan Moore era Laser Eraser and Pressbutton. Una tira de ciència-ficció al voltant d'un parell d'assassins, que va comptar amb Axel Pressbutton, un cyborg violent que havia aparegut prèviament en tires subterrànies escrites per "Pedro Henry" (un pseudònim de Steve Moore) i dibuixades per "Curt Vile" (Alan Moore). Davant la insistència de Skinn, Laser Eraser and Pressbutton va incloure una parella femenina, Mysta Mystralis, i va ser escrita per Pedro Henry i dibuixada per Steve Dillon. Sota el seu propi nom, Steve Moore també va escriure l'aventura ocultista Father Shandor, Demon Stalker (la continuació de les històries de la revista House of Hammer, de Skinn), entre d'altres. Steve Parkhouse, que havia escrit la tira protagonitzada per un heroi en la tradició del Rei Artús, Black Knight, per Hulk Weekly, va escriure i dibuixar una aventura de fantasia anomenada The Spiral Path.
Utilitzant el mateix format de revista que Skinn havia emprat durant la seva anterior etapa a House of Hammer i Starburst per arribar a un públic de més edat, Warrior es distribuí a nivell nacional a través de quioscs de premsa i va ser llançada amb fortes vendes.
El nº4 va ser catalogat com un especial d’estiu. La seva principal característica era una història de Marvelman ambientada en el futur del personatge que va posar de manifest punts de la trama i nous personatges que no es veurien a Warrior durant diversos anys. La coberta inclou a 'Big Ben' tot i que no surt a l'edició i no apareixerà fins dintre d’alguns mesos.
Després d'alguns problemes Garry Leach es va retirar com a artista de Marvelman, donant pas a Alan Davis. Leach va esdevenir director d'art de la revista, i més tard va començar l'spin-off de Marvelman, Warpsmith i Zirk, un luxuriós extraterrestre amb forma d'ou escindit de Pressbutton, algunes de les històries van ser dibuixades per Brian Bolland. Després de la finalització de The Spiral Path, Parkhouse s’associà amb Alan Moore per crear la comèdia macabra The Bojeffries Saga, una família anglesa de classe treballadora a l'estil de la Família Addams que deu molt a la família Hogben de l'escriptor Henry Kuttner. El mateix Dez Skinn va escriure Big Ben, un spin off del personatge Marvelman, elaborat per Will Simpson. Mick Austin contribuí amb algunes portades pintades de formes asombroses.
Skinn volia que cada tira formés part d'un Univers warrior i connectés amb els altres. Això mai va succeir segons el previst per Skinn, encara que hi havia algunes parts de crossover: Big Ben i Warpsmith estaven lligats a Marvelman, The Liberators de Grant Morrison també va ser part d'aquest univers, una línia de temps del futur de Big Ben i amb personatges alienígenes en comú.
Tot i un fort llançament i l'aclamació de la crítica, les vendes no eren elevades i gran part la revista va ser subsidiada pels beneficis de botiga de còmics de Skinn, Quality Comics. S'oferia als quioscos de premsa sobre una base de "venda o devolució", i va tindre una alta taxa de rendibilitat. L'alt nivell de control de creador també va provocar problemes: la segona sèrie de Laser Eraser and Pressbutton mai es va acabar perquè l'artista Steve Dillon es va absentar sense permís, i els problemes van començar a aparèixer més tard quan els contribuents es van perdre els terminis i la resta d’artistes no podien cobrar comissions si els artistes originaris eren els amos de l'obra. El títol també se les havia arreglat per atraure un públic femení a diferència de 2000 AD gràcies a la inclusió de dones fortes com personatges, però més tard va ser dominada per material més masclista i les dones van abandonar la seva lectura. L'últim clau al taüt va arribar amb el seu personatge més popular.

### Controvèrsia Marvelman
Marvelman va aparèixer per última vegada al número 21 de Warrior. Això va ser aparentment perquè, després que Quality hagués publicat un spin-off de Marvelman Special amb històries del personatge original, Marvel Comics es va oposar a la publicació d'un còmic amb "Marvel" al títol. Encara que Marvelman havia estat editat abans que Marvel va començar a publicar sota aquest nom, el conflicte no era sobre els drets d’autor, si no sobre la marca. Marvel s’havia mostrat feliç per publicar Marvelman com a part d'una antologia, però va considerar que un còmic anomenat "Marvelman" era "fer-lo passar" com connectat a la marca Marvel, més coneguda.
Skinn publicà una sèrie de cartes legals a la revista, però es tractava d'una cortina de fum ocultant la baralla entre Alan Davis i Alan Moore sobre un projecte d'acord per tornar a imprimir material de Captain Britain per al mercat americà. Moore es va oposar a l'acord, Davis volia els drets d'autor. DC i Marvel no van poder llicenciar la propietat, el director editorial a DC, Dick Giordano, va dir a Skinn que ja tenia prou problemes amb el Capità Marvel, mentre que Jim Shooter, dibuixant de Marvel, va dir que la publicació d'un personatge amb Marvel en el seu nom significava que hauria de ser un vaixell insígnia de la companyia, no una mirada esbiaixada als superherois. A través de l'agència de Mike Friedrich, Star*Reach, Skinn va signar tot el treball Warrior (excepte V de Vendetta) a Pacific Comics. Van solucionar-ho en qüestió de mesos, i un altre editor independent nord-americà Eclipse Comics els va recollir. On va ser reimprès i va continuar, però el seu nom va canviar a Miracleman. La propietat legal del caràcter sembla tèrbola a día d’avui.
Els problemes creatius i els conflictes també van afectar altres tires amb només V de Vendetta sense patir deficiències en la publicació. Molts dels principals creadors de Warrior van ser contractats per editorials nord-americanes i això causà problemes en la recerca de nous talents, encara que en els seus últims números s'imprimeix material d'una nova generació de creadors, com Grant Morrison.
Warrior va posar fi a la seva carrera amb l'edició 26 al 1985. Un número
final en petit format, "Especial de Primavera", va ser publicat en el #76 de la Comics International el 1996.
"Va fer la seva feina. Malgrat els desacords inevitables als que condueix, va mostrar que es podia fer amb els còmics quan als creadors se'ls dona la propietat de les seves creacions," comentà Skinn en ser entrevistat sobre el títol.
Històries sense acabar com Marvelman i V de Vendetta es van completar en altres llocs.

### Influència
Warrior va comprometre els fans dels còmics britànics com cap altre títol des de 2000 AD, però la seva influència es podria dir que és molt més gran. L'editor de DC Comics, Len Wein, era un lector regular i va ser gràcies a Warrior que va contractar a Alan Moore per escriure La cosa del pantà, a partir de la "invasió britànica" dels còmics nord-americans durant la dècada de 1980. La seva influència també es va fer sentir en títols del Regne Unit com 2000 AD, que va absorbir la major part dels nous talents que Warrior havia trobat, i va començar a oferir material més madur i títols per al mercat especialitzat. Molts dels creadors d'historietes més importants del Regne Unit, incloent-hi Warren Ellis, tenien cartes de fans publicades a Warrior i es refereixen a ella com la seva inspiració per treballar en el medi.

## Historietes
Historietes incloses a Warrior:
- Axel Pressbutton ("Pedro Henry" i Steve Dillon)
- Big Ben (Dez Skinn i Will Simpson)
- Bogey (Antonio Segura, Dez Skinn i Leopoldo Sanchez)
- The Bojeffries Saga (Alan Moore i Steve Parkhouse)
- The Black Currant (Carl Critchlow)
- Ektryn ("Pedro Henry" i Cam Kennedy)
- Father Shandor (Steve Moore, John Bolton, David Jackson i John Stokes)
- The Legend of Prester John (Steve Parkhouse i John Ridgway)
- The Liberators (Grant Morrison i John Ridgway)
- Madman (Paul Neary i Mick Austin)
- Marvelman (Alan Moore, Garry Leach i Alan Davis)
- The Spiral Path (Steve Parkhouse, John Ridgway, David Jackson i John Bolton)
- Twilight World (Steve Moore i Jim Baikie)
- V de Vendetta (Alan Moore i David Lloyd)
- Warpsmith (Alan Moore i Garry Leach)
- Zirk (Brian Bolland, "Pedro Henry" i Garry Leach)